# Fleury (acteur)
Pour les articles homonymes, voir Fleury et Bénard.
Fleury, né Joseph-Abraham Bénard le 26 octobre 1750 à Chartres et mort le 3 mars 1822 à Orléans, est un comédien français.

## Biographie
Il était fils d'un des acteurs de la troupe du roi Stanislas Leszczyński. Il débuta à la Comédie-Française en 1772, et réussit parfaitement dans les rôles de petits-maîtres, de courtisans, de mauvais sujets. On ne se lassait pas de l'applaudir dans Le Chevalier à la mode (Dancourt), L'Homme à bonnes fortunes (Baron), et surtout dans le marquis de L'École des bourgeois (d'Allainval).
Dans la nuit du 2 septembre 1793, il fut arrêté, avec douze autres acteurs du Théâtre Français restés fidèles à la monarchie, en tant que « suspect », et enfermé à la prison des Madelonnettes, pour avoir joué une représentation théâtrale jugée séditieuse : Paméla.
Il quitta la scène en 1818 et s'installa à Orléans. Il possédait aussi le château de Cour-sur-Loire.
Sa tombe était ainsi décrite en 1897 (Journal du Loiret, 12 mars 1897) :

« Fleury, le charmeur d’une génération depuis longtemps disparue, repose au cimetière Saint-Jean, dans l’allée principale à main droite, en se dirigeant vers les grandes chapelles. Une pyramide tronquée en pierre grisâtre toute rongée de mousse et précédée d’un carré de pâle gazon, marque la place de sa tombe. Un flambeau ardent surmonté d’une étoile, emblème de son talent, lui sert de funèbre blason. Vers le sommet de la pyramide, une brève épitaphe dominée par une sorte de croix de Malte, résume ses titres et la vie du défunt.
A / Abraham-Joseph Benard / Fleury / Pensionnaire du Roi / Né à Chartres le 27 octobre 1750 / Mort à Orléans le 3 mars 1822. »

Après la destruction du cimetière Saint-Jean, sa tombe a été transférée au nouveau cimetière, dit grand cimetière d'Orléans (section C, près de l'allée de l'ouest).

## Mémoires de Fleury
On a publié en 1836 de prétendus Mémoires de Fleury, rédigés par Jean-Baptiste-Pierre Lafitte, faits d'après quelques notes trouvées dans ses papiers après sa mort.

## Théâtre

### Carrière à la Comédie-Française
Entrée en 1774
Nommé 173e sociétaire en 1778
Départ en 1818
Doyen de 1809 à 1818
- 1774 : Le Misanthrope de Molière : Acaste
- 1774 : Mithridate de Jean Racine : Xipharès
- 1778 : Eugénie de Beaumarchais : Clarendon, puis Sir Charles
- 1778 : George Dandin de Molière : Clitandre
- 1778 : Les Plaideurs de Jean Racine : Léandre
- 1778 : Tartuffe de Molière : Damis
- 1779 : Agathocle de Voltaire : Polycrate
- 1779 : Laurette d'après Jean-François Marmontel : le marquis de Soligny
- 1779 : Le Droit du seigneur de Voltaire : Gernance
- 1779 : Roséide ou l'Intrigant de Claude-Joseph Dorat : le chevalier Dolcé
- 1779 : Athalie de Jean Racine : Abner
- 1780 : Les Étrennes de l'amitié, de l'amour et de la nature de Dorvigny : Dinville
- 1780 : Adélaïde de Gérard Du Doyer de Gastels : Dorval
- 1780 : Clémentine et Desormes de Jacques-Marie Boutet de Monvel : Franval fils
- 1780 : La Réduction de Paris de Desfontaines-Lavallée : duc de Mayenne
- 1780 : Le Bon Ami de Legrand : Eraste
- 1780 : Les Héros français de Louis d'Ussieux : Galas
- 1780 : Les Noces houzardes de Dorvigny : Lindor
- 1781 : Le Mariage forcé de Molière : Alcidas
- 1781 : La Discipline militaire du Nord d'Adrien-Chrétien Friedel : de Winter
- 1781 : Le Rendez-vous du mari de Pierre-Nicolas André de Murville : Melcour
- 1781 : Richard III de Barnabé Farmian Durosoy : Montmorency
- 1781 : Britannicus de Jean Racine : Britannicus
- 1781 : Nicomède de Pierre Corneille : Attale
- 1781 : Tartuffe de Molière : Valère
- 1782 : Henriette ou la Fille déserteur de Mademoiselle Raucourt : Lindau
- 1782 : L'Écueil des mœurs de Charles Palissot de Montenoy : Gernance
- 1782 : L'Inauguration du Théâtre-Français de Barthélemy Imbert : Mercure
- 1782 : Le Flatteur d'Étienne-François de Lantier : Saint Firmin
- 1782 : Le Satirique de Charles Palissot de Montenoy : Dorante
- 1782 : Le Vieux garçon de Paul-Ulric Dubuisson : Dorval
- 1782 : Les Amants espagnols de Jean Simon Ferréol Beaugeard : le comte d'Altamo
- 1782 : Les Journalistes anglais de Jean-François Cailhava de L'Estandoux : Smith
- 1782 : Les Rivaux amis de Nicolas-Julien Forgeot : Damis
- 1782 : Molière à la nouvelle salle ou les Audiences de Thalie de Jean-François de La Harpe : Apollon
- 1782 : Tibère et Sérénus de Nicolas Fallet : Cecilius
- 1782 : Zoraï de Jean-Étienne François de Marignié : Telasco
- 1782 : Le Barbier de Séville de Beaumarchais : le comte Almaviva
- 1783 : Le Bienfait anonyme de Jean Pilhes : Robert fils
- 1783 : Le Déjeuner interrompu de Marie-Émilie de Montanclos : Valère
- 1783 : Le Roi Lear de Jean-François Ducis d'après William Shakespeare : le duc d'Albany
- 1783 : Le Séducteur de François-Georges Mareschal de Bièvre : Darmance
- 1783 : Les Aveux difficiles d'Étienne Vigée : Merval
- 1783 : Les Deux Amis ou le Négociant de Lyon de Beaumarchais : Melac fils
- 1783 : Les Marins ou le Médiateur maladroit de Desforges : marquis de Lincourt
- 1784 : L'Avare cru bienfaisant de Jean-Louis Brousse-Desfaucherets : Président de Lumigny
- 1784 : Corneille aux Champs-Élysées de Honoré Jean Riouffe : Mercure
- 1784 : Le Jaloux de Marc-Antoine-Jacques Rochon de Chabannes : Valsain
- 1785 : L'Hôtellerie d'Antoine Bret : Dormin
- 1785 : Les Épreuves de Nicolas-Julien Forgeot : Florville
- 1785 : Melcour et Verseuil de Pierre-Nicolas André de Murville : Verseuil
- 1785 : Edgard, roi d'Angleterre de Marie-Joseph Chénier : Edgard
- 1786 : Le Chevalier sans peur et sans reproche de Jacques-Marie Boutet de Monvel : La Palisse
- 1786 : Le Mariage secret de Jean-Louis Brousse-Desfaucherets : le chevalier Distelle
- 1786 : Les Coquettes rivales d'Étienne-François de Lantier : Clairfons
- 1787 : L'École des pères de Pierre-Alexandre Pieyre : Saint Fons
- 1787 : La Maison de Molière ou la Journée de Tartuffe de Louis-Sébastien Mercier imité de Carlo Goldoni : Molière
- 1787 : Le Prix académique de Pierre-Germain Parisau : Méricourt
- 1787 : Les Amis à l'épreuve de Pierre-Alexandre Pieyre : Dorival
- 1787 : Les Rivaux de Barthélemy Imbert : le capitaine
- 1787 : Le Mariage de Figaro de Beaumarchais : le comte Almaviva
- 1787 : Tartuffe de Molière : Tartuffe
- 1788 : La Belle-mère d'Étienne Vigée : le marquis de Fierval
- 1788 : La Ressemblance de Nicolas-Julien Forgeot : Alonse
- 1788 : Les Réputations de François-Georges Mareschal de Bièvre : le chevalier
- 1788 : L'Inconséquent d'Étienne-François de Lantier : Rosamon
- 1789 : Auguste et Théodore d'Ernest de Manteufel : le roi
- 1789 : Le Bourgeois gentilhomme de Molière : Dorante
- 1789 :  La Fausse apparence de Barthélemy Imbert : le chevalier Domval
- 1789 : Les Châteaux en Espagne de Jean-François Collin d'Harleville : de Florville
- 1789 : Les Fausses présomptions, ou le Jeune gouverneur de Robert[4] : le chevalier Dorsainval
- 1789 : Raymond V, comte de Toulouse de Michel-Jean Sedaine : Raymond
- 1790 : Jean Calas de Jean-Louis Laya : M. de La Salle
- 1790 : Le Tombeau de Desilles de Desfontaines-Lavallée : Henri
- 1791 : Le Mari directeur de Flins des Oliviers : Dorval
- 1791 : Les Victimes cloitrées de Jacques-Marie Boutet de Monvel : Dorval
- 1791 : Dorval ou le Fou par amour de Joseph-Alexandre de Ségur : Dorval
- 1791 : Le Conciliateur de Charles-Albert Demoustier : Dorval
- 1792 : La Matinée d'une jolie femme d'Étienne Vigée : Melcour
- 1792 : Le Faux insouciant de Louis-Jean Simonet de Maisonneuve : Damis
- 1792 : Le Vieux célibataire de Jean-François Collin d'Harleville : Charles
- 1792 : Lovelace de Népomucène Lemercier d'après Samuel Richardson : Lovelace
- 1792 : Iphigénie de Jean Racine, Comédie-Française : Eurybate
- 1793 : L'Ami des lois de Jean-Louis Laya : M. de Forlis
- 1793 : L'Épreuve de Marivaux : Lucidor
- 1793 : Les Fausses Confidences de Marivaux : Dorante
- 1793 : Les Femmes de Charles-Albert Demoustier : Lisidor
- 1793 : Paméla ou La Vertu récompensée de Nicolas François de Neufchâteau d'après Samuel Richardson : Milord Bonfil
- 1799 : L'École des bourgeois de Léonor Soulas d'Allainval : Moncade
- 1800 : L'Heureuse erreur de Joseph Patrat : Luville
- 1800 : L'Original de François-Benoît Hoffman : Damis
- 1800 : La Femme jalouse de Desforges : Dorsan
- 1800 : Le Buste de Préville d'Emmanuel Dupaty : Cizetty
- 1800 : Les Mœurs du jour ou l'École des jeunes femmes de Jean-François Collin d'Harleville : Formont
- 1803 : Le Séducteur amoureux de Charles de Longchamps : Cézanne
- 1803 : La Dédaigneuse de Pierre-Jean Luret : Déricourt
- 1803 : Le Roman d'une heure de François-Benoît Hoffman : Valcour
- 1803 : Le Misanthrope de Molière : Alceste
- 1804 : Guillaume le Conquérant d'Alexandre Duval : Damon (prologue)
- 1804 : Molière avec ses amis de François Andrieux : Molière
- 1805 : Le Tyran domestique d'Alexandre Duval : Vilmont
- 1805 : Madame de Sévigné de Jean-Nicolas Bouilly : le chevalier de Pommenard
- 1806 : Les Français dans le Tyrol de Jean-Nicolas Bouilly : Florinval
- 1806 : La Jeunesse de Henri V d'Alexandre Duval : Rochester
- 1806 : La Capricieuse de François-Benoît Hoffman : Valcour
- 1807 : Les Projets d'enlèvement de Théodore Pain : Dorval
- 1807 : Brueys et Palaprat de Charles-Guillaume Étienne : Palaprat
- 1808 : L'Assemblée de famille de François-Louis Riboutté : Blainvil
- 1808 : L'Homme aux convenances d'Étienne de Jouy : Gerfeuil
- 1808 : La Suite du Menteur de Pierre Corneille : Dorante
- 1809 : Le Chevalier d'industrie d'Alexandre Duval : Dumont
- 1809 : Les Capitulations de conscience de Louis-Benoît Picard : Probincour
- 1809 : La Revanche de François Roger et Augustin Creuzé de Lesser : le duc
- 1809 : Andromaque de Jean Racine : Pyrrhus
- 1810 : Le Vieux fat ou les Deux vieillards de François Andrieux : M. Rollin
- 1810 : Les Deux gendres de Charles-Guillaume Étienne : Frémont
- 1811 : L'Auteur et le critique de Louis-Claude Chéron de La Bruyère : Fontalbin
- 1812 : Le Ministre anglais de François-Louis Riboutté : Mortimer
- 1813 : L'Avis aux mères ou les Deux fêtes d'Emmanuel Dupaty : Méricour
- 1813 : L'Intrigante ou l'École des familles de Charles-Guillaume Étienne : Dorvillers
- 1813 : La Nièce supposée d'Eugène de Planard : le capitaine
- 1815 : Racine et Cavois de Charles-Guillaume Étienne : Cavois
- 1815 : Un retour de jeunesse de Louis-François-Hilarion Audibert : Marquis de Villancey
- 1817 : Le Faux Bonhomme de Népomucène Lemercier : d'Harville
- 1818 : L'Ami Clermont de Benoît-Joseph Marsollier des Vivetières : Nervan
- Le Chevalier à la mode de Dancourt
- L'Homme à bonnes fortunes de Michel Baron

## Source
- Base documentaire La Grange sur le de la Comédie-Française (pièces et rôles joués)